# 天龍濱名湖鐵道
天龍濱名湖鐵道股份有限公司（日语：／ Tenryū Hamanako Tetsudō */?），簡稱天龍濱名湖鐵道或天濱，是靜岡縣的一家鐵路公司。本社設靜岡縣濱松市天龍區的天龍二俁站。
目前運營着在靜岡縣遠州地區與濱名湖北岸運行的“天龍濱名湖線”，此線前身為日本國有鐵道二俁線，由於營收不佳，1984年6月被列為應停駛廢線的特定地方交通線，1986年由沿線的自治體資助成立公司，1987年國鐵分割民營化前接管二俁線，轉型為第三部門鐵道。

## 歷史
- 1986年（昭和61年）8月18日：設立[4]
- 1987年（昭和62年）3月15日：天龍濱名湖線開業
- 2003年（平成15年）4月1日：從天龍市観光協会（現為天竜観光協会）接收乘船遊覽業務，一般旅客定期航道業務開始運營。
- 2011年（平成23年）8月17日：該公司運行的船隻在天龍川翻覆，發生乘客死亡事故。此後退出遊船運營。[5][6][7]

## 鐵路

### 路線

天龍濱名湖鐵路路線圖

| 中文線名     | 日文線名 | 起點 | 終點   | 距離（公里） |
| ------------ | -------- | ---- | ------ | ------------ |
| 天龍濱名湖線 |          | 掛川 | 新所原 | 67.7         |

## 使用車輛
2024年，天龍濱名湖鐵道宣布，將自2025年開始每年引進一輛新型的電傳動柴聯車，為該公司時隔約20年再度引入新的列車。

### 現役車輛
- 天龍濱名湖鐵道TH2100型柴聯車
- 天龍濱名湖鐵道TH9200型柴聯車

## 外部連結
- 天龍濱名湖鐵道公司官方網站（页面存档备份，存于）（日語）